# لنز سیگما ۸–۱۶میلی‌متر اف/۴٫۵–۵٫۶ دی‌سی اچ‌اس‌ام
لنز سیگما ۸-۱۶میلی‌متر اف/۴٫۵-۵٫۶ دی‌سی اچ‌اس‌ام (به انگلیسی: Sigma 8-16mm f/4.5-5.6 DC HSM lens) نام لنز دوربین عکاسی از نوع زوم واید است که توسط شرکت سیگما تولید می‌شود. فاصلهٔ کانونی این لنز ۸ تا ۱۶ میلی‌متر، دیافراگم آن دارای ۷ تیغه و ضریب اف آن اف ۴٫۵/۲۲ تا اف ۵٫۶/۲۹ است. این لنز در ۱ فوریه ۲۰۱۰ میلادی تولید و عرضه شده‌است.